# Wii Balance Board

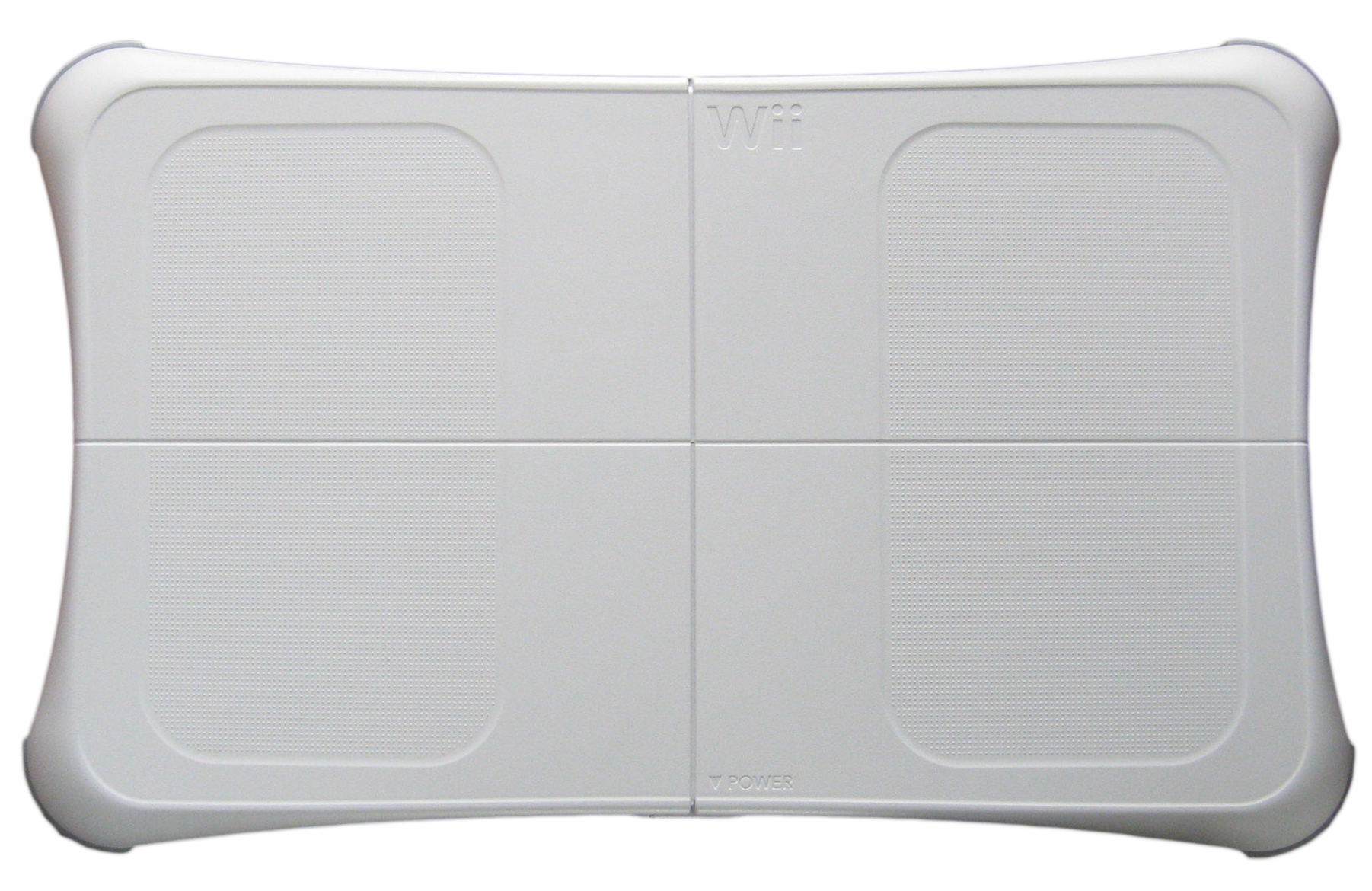
Parte superior da Wii Balance Board

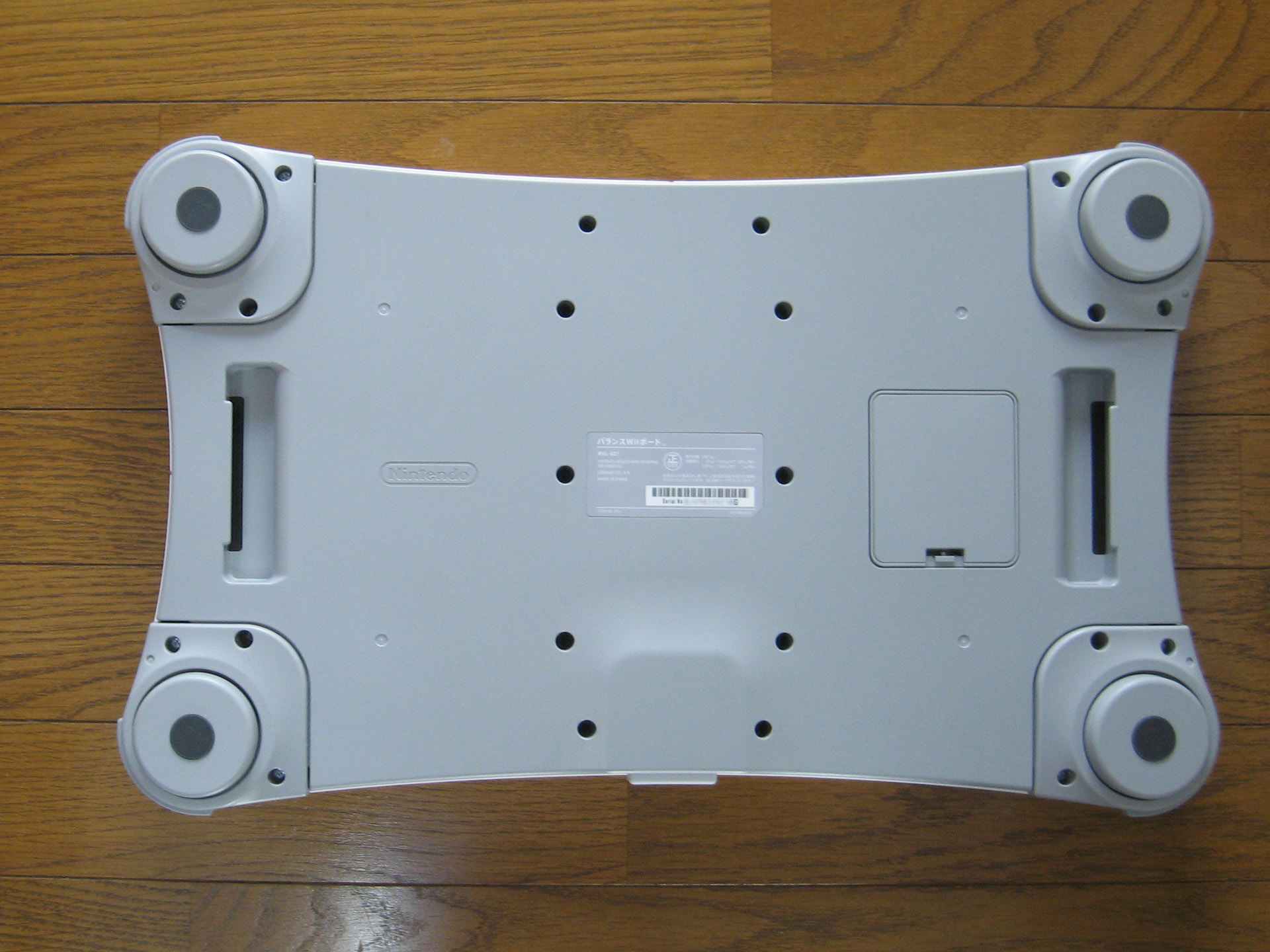
Parte inferior da Wii Balance Board

Wii Balance Board (バランスWiiボード Baransu Wi Bodo) é um acessório usado nos consoles de jogos eletrônicos Wii e Wii U. Foi exibido pela primeira vez em 11 de julho de 2007 na Eletronic Entertainment Expo e lançado em 19 de maio de 2008. Ao contrário de uma prancha de equilíbrio usada para exercícios, a balança rastreia o centro de equilíbrio do próprio jogador e é utilizada em jogos de exercícios. Acompanhava os jogos Wii Fit, Wii Fit Plus e Wii Fit U.

## Design
O Wii Balance Board é uma espécie de balança com a parte superior de cor branca simples e a parte inferior cinza claro. Ela funciona com quatro pilhas AA como fonte de energia, o que tem como duração cerca de 60 horas. A placa usa a tecnologia Bluetooth e contém quatro sensores de pressão que são usados para medir o centro de equilíbrio do jogador. O acessório suporta pessoas com até 150kg de massa corporal e funciona apenas sobre superfícies duras e sem ondulações. O Balance Board deve ser usado descalço; a utilização de meias não são seguras na superfície dura e podem escorregar.

## Jogos
Lista de jogos suportados com o Wii Balance Board (em inglês)
Wii Fit é o primeiro jogo que foi feito com o uso do Wii Balance Board. Pouco depois do lançamento de jogo, Shigeru Miyamoto observou o potencial para outros usos, afirmando que "provavelmente a [ideia] mais simples e usual seria em um jogo de snowboard". Miyamoto também disse que a Nintendo recebeu "muitas perguntas" de terceiros após o anúncio do Wii Fit e do Wii Balance Board.